# Google Groupes
Google Groupes est un service de groupe de discussion proposé par Google et qui permet d'accéder notamment aux services de messages Usenet. Son archive contient plus d'un milliard de messages consultables depuis 1981.
Les utilisateurs ont la possibilité de participer et de lire les discussions par messagerie électronique.
Google Groupes leur permet de trouver des groupes en relation avec leurs centres d'intérêt ou même de créer leurs propres groupes.

## Historique
En février 2001, Google rachète la société Deja News, qui fournit un moteur de recherche des archives de Usenet. Dès lors, n'importe quel utilisateur a pu accéder à ces archives depuis la nouvelle interface de Google Groupes. À la fin de la même année, cette archive a été complétée par des discussions datées à partir du 11 mai 1981. Peu de temps après, Google a mis en ligne une nouvelle version permettant aux utilisateurs de créer leur propre groupe.
En février 2006, Google rajouta de nombreuses options à son service Google Groupes comme une interface personnalisée, des profils uniques et un classement des messages.

### Logo

Premier logo anglais
Premier logo français
Ancien logo anglais
Ancien logo français
Icône actuelle

## Groupes Google internes et Usenet
Google propose deux types de Groupes, appelés « Groupes Usenet traditionnels » et « Groupes Google internes », qui ne sont accessibles qu'à partir de Google.
AOL a recommandé "Google Groupes" lorsqu'il a arrêté son service de Usenet.
Ces deux types de groupes se différencient : Usenet est une ressource publique, dont personne ne possède l'exclusivité ; Google sert juste d'interface de lecture. "Google Groupes" appartient seulement à Google.
L'interface utilisateur et la documentation de Google n'expliquent pas ce point de manière très claire. Aucun terme ne distingue les deux services, cependant la création de nouveaux Groupes Google « internes » est encouragée, mais pas celle de groupes Usenet.
L'URL pour accéder aux newsgroups Usenet est http://groups.google.com/forum/?hl=fr&fromgroups#!browse décliné suivant la hiérarchie propre au groupe.
Par exemple, si le groupe Usenet est « alt.games.neopets », l'URL sera http://groups.google.com/forum/?hl=fr&fromgroups#!forum/alt.games.neopets
Avec certaines astuces "Google Groupes" peut rechercher dans les newsgroups relatifs pour un sujet donné.
"Google Groupes" comprend correctement le champ « X-No-Archive: Yes » qui demande aux moteurs de recherche de ne pas indexer les messages Usenet mentionnant ce texte ou qui a pour effet de supprimer ces messages de leur archive après 7 jours.

## Options

### Recherche de Groupes
Google Groupes permet aux utilisateurs d'effectuer simplement des recherches grâce à Google à partir d'un champ de recherche placé en haut de la page. La requête renverra aux messages qui correspondent le mieux à la recherche, et si aucun résultat n'est trouvé, Google renvoie à l'annuaire Google Groupes.
Il existe aussi une option qui recherche le groupe en temps réel, censé éviter les sujets récurrents en proposant une liste de sujets en lien avec le titre.

### Annuaire
Google Groupes dispose d'un annuaire de la majorité des groupes Google et Usenet, organisés par sujet, région, langue, niveau d'activité et son nombre de membres.

### Profil
Les utilisateurs peuvent créer un profil public qui affiche leur nom, pseudonyme, ville, titre, profession, site Internet/Blog, citation, biographie et les messages les plus récents qu'ils ont postés. Leur profil est accessible par n'importe quelle personne qui clique sur « Afficher le profil », associé à chacun des messages.

### Rejoindre un groupe
Rejoindre un groupe offre les avantages suivants :
- La personne qui s'inscrit à un groupe sera avertie par courriel de tous les nouveaux messages postés dans le groupe.
- La plupart des groupes requièrent une souscription pour pouvoir y participer et certains pour pouvoir lire les messages.
- La personne qui souscrit à un groupe est autorisée à choisir son pseudonyme qui sera affiché sous chacun de ses messages. Si un utilisateur envoie un message en étant non connecté ou inscrit, c'est son adresse électronique qui apparaîtra, ce qui risque de profiter aux messages indésirables.

Il existe quatre types d'abonnement :
- Aucun e-mail : l'abonné ne recevra aucun courriel du groupe. Il sera contraint d'aller consulter le groupe sur le site Internet.
- E-mail - Récapitulatif partiel :  l'abonné ne recevra pas plus d'un courriel par jour, permettant d'obtenir un résumé quotidien.
- E-mail - Récapitulatif complet : l'abonné recevra en moyenne un message par jour, en fonction de l'activité du groupe. Ce courriel regroupe jusqu'à 25 nouveaux messages complets.
- E-mail : l'abonné reçoit autant de courriels que de messages envoyés sur le groupe, au fur et à mesure de leur publication. Cette méthode peut vite engorger une boite de messagerie, si le groupe est particulièrement actif.

### Lire une archive/Liste de sujets
Il existe deux options pour lire une liste de sujets : "Liste des sujets" et "Résumé des sujets".
Les deux affichages montrent le titre du sujet, la date et l'heure, l'auteur le nombre de nouveaux messages et le nombre total de messages.
"Liste des sujets" affiche l'auteur du dernier message et le nombre d'auteurs différents ayant participé au sujet ainsi que la note.
"Résumé des sujets" affiche un extrait de la discussion, en plus de l'auteur et de la date.

### Participer et lire un sujet
Dans le mode d'affichage standard, Google Groupes montre les messages d'un sujet dans une page de 25 messages. Cependant, dans le mode d'affichage sous forme d'arborescence, Google Groupes affiche les messages dans des pages de 10 messages. Si de nouveaux messages sont postés après la dernière actualisation de l'utilisateur, lorsqu'il cliquera sur le titre du sujet, il atterrira directement au dernier message non lu, sinon sur le dernier message lu.
Au-dessus de chaque message se trouve un champ indiquant le pseudonyme de l'auteur, la note, la date à laquelle le message a été posté, et un lien « Autres options » permettant de supprimer le message (uniquement si l'utilisateur est l'émetteur du message, un modérateur ou le propriétaire du groupe), signaler le message à Google, rechercher les messages de cet auteur, imprimer le message, répondre à l'auteur, transférer le message à un ami, envoyer un message individuel, afficher l'original.

### Noter des messages
Un utilisateur peut noter un message en donnant de une à cinq étoiles, en fonction de sa pertinence, par exemple.
La note finale d'un message est une moyenne des notes données par les utilisateurs, qui ne peuvent pas noter leurs propres messages.

### Noter des sujets
Dans la liste des sujets, il y a une étoile à côté de chaque titre. Une fois cliquée, l'étoile devient jaune, ce qui signifie qu'elle est enregistrée dans vos favoris, l'utilisateur peut alors se rendre dans la partie « Favoris ». Un utilisateur est limité à 200 sujets favoris[réf. nécessaire].

### E-mail masking
Afin de se prémunir des scammers ou spammers qui peuvent récupérer les adresses électroniques  des utilisateurs non inscrits, Google masque les adresses en remplaçant les trois dernières lettres du nom d'utilisateur par trois points. Pour voir l'adresse complète, il suffit de cliquer sur les trois points de l'adresse et de remplir un code de vérification permettant de prouver que l'utilisateur n'est pas un robot. Après cette étape, l'adresse s'affiche.
À noter que l'adresse est masquée uniquement lors de la lecture au travers du site. Lorsque vous recevez les messages par e-mail ou un agrégateur Usenet, les adresses ne sont pas tronquées.

### Créer un groupe de liste de diffusion
Google Groupes permet aux utilisateurs de créer leurs propres groupes. Pendant le processus de création, sont demandés le nom du groupe, l'adresse e-mail, la description, les paramètres d'accès et l'ajout ou l'invitation de membres au groupe.

### Gestion des groupes
Un modérateur ou un auteur peut modifier le nom d'un groupe, la description, l'adresse e-mail, ajouter ou supprimer des catégories, modifier les paramètres d'accès (accès aux membres, aux invités, aux archives et l'annuaire), modifier les paramètres de réponses et d'envoi (privilèges de messages et modération...), modifier les groupes liés et parcourir la liste des membres (inviter, ajouter, exclure ou désinscrire des membres, modifier leur statut (manager, propriétaire) et modifier leur type d'envoi.

### Ajout et invitation de membres
Les membres avec privilèges peuvent inviter de nouveaux membres dans leur groupe. Le nouveau membre recevra une invitation par e-mail. Les personnes n'ayant pas de compte Google pourront être invitées ou ajoutées, elles pourront envoyer des messages à l'adresse mail du groupe. Il est toutefois nécessaire d'avoir un compte Google pour participer au groupe en se connectant à l'adresse web du groupe.
En juillet 2011, Google a retiré la possibilité d'ajouter de nouveaux membres à cause de l'exploitation de cette dernière par les spammeurs.
Dès 2012, Google a remis en place cette possibilité d'ajouter directement des membres, en la limitant à 10 membres ajoutés simultanément, mais sans préciser au bout de combien de temps un nouvel ajout était possible.

### Créer et mettre à jour des pages de groupe
Dans la version Bêta du 5 octobre 2006, Google a annoncé une nouvelle interface Web 2.0 et les options de pages disponibles pour tous les groupes. C'est donc un éditeur WYSIWYG, écrit en AJAX qui permet de créer des pages de groupes et qui peut être modifié par un groupe de membres ou de managers. Chacune des pages peuvent être liées entre elles et Google garde une version de chaque page, une sorte de Wiki. Les commentaires ajoutés au bas de chaque pages apparaissent aussi dans les catégories de discussion du groupe. La phase de test de cette version s'est terminée le 24 janvier 2007.

## Groupes Google officiels
Google a créé plusieurs groupes d'aide officiels pour certains de ses services, comme Gmail. Dans ces groupes, les utilisateurs peuvent poser des questions ou y répondre, en fonction du service Google concerné. Chaque groupe officiel dispose d'un représentant Google, reconnaissable au symbole G de couleur verte dans leur pseudonyme, qui vient répondre de temps en temps aux questions posées.
Les groupes officiels sont divisés en trois sous-groupes ou plus. Les groupes non officiels créés par les utilisateurs ne peuvent pas être divisés de la sorte, bien que cette fonctionnalité soit réclamée par de nombreux utilisateurs.
Les groupes officiels ne disposent que de deux types d'abonnement : "E-mail - Récapitulatif partiel" et "Aucun E-mail", et il n'est pas possible pour deux membres d'avoir leur même pseudonyme. Il existe un filtre qui remplace n'importe quelle adresse électronique dans un message par adresse électronique. Cependant il est relativement simple de contourner ce filtre en y ajoutant des espaces ou en affichant un message et d'être en mode "Répondre en citant".
L'adresse électronique des utilisateurs de ces groupes n'est pas visible par les autres, ni dans les options avancées ou leur profil. En effet, ces membres ont un profil séparé dans lequel leur adresse n'apparaît pas et où seuls les groupes officiels sont listés.
Quelques-uns des groupes officiels :
- Gmail Help Discussion - Groupe d'aide concernant Gmail.
- Google Groups Guide - Groupe d'aide concernant Google Groupes.
- Blogger Help Group - Groupe d'aide concernant Blogger.
- Google Talk Help Discuss - Groupe d'aide concernant Google Talk.
- Google Base Help Discussion - Groupe d'aide concernant Google Base.
- Google Page Creator Discussion Group - Groupe d'aide concernant Google Page Creator.
- Google Web Search Help - Groupe d'aide concernant Google recherche.
- Google Webmaster Help - Groupe d'aide pour les webmasters.
- AdWords Help - Groupe d'aide concernant Google AdWords.
- Google Maps - Groupe d'aide concernant Google Maps.
- Dictionnaire Google - Groupe d'aide concernant Dictionnaire Groupes.
- Google Directory - Groupe d'aide concernant Google Directory.

Google utilise aussi Google Groupes pour héberger Google Friends et Google Page Creator Updates, deux groupes qui servent de groupes d'annonce et où seuls les modérateurs peuvent poster leurs messages.

## Technique

### Adresse etadresse électroniqued'un groupe
Lorsqu'un utilisateur crée un groupe, il doit préciser le nom du groupe qui fera partie de l'URL et de l'adresse électronique du groupe. Le nom d'utilisateur pourra être changé par la suite (dans la gestion des groupes).
L'URL de Google Groupes est https://web.archive.org/web/20061208172320/http://groups.google.fr/group/ suivi du nom du groupe.
L'adresse électronique d'un groupe Google est le nom du groupe suivi par @googlegroups.com.
Par exemple, si le nom du groupe est « specialistes », l'URL sera http://groups.google.fr/group/specialistes et l'adresse e-mail specialistes@googlegroups.com.

## Critiques
Google Groupes est souvent accusé de laisser-aller concernant la sécurité. De nombreux trolls, spammeurs et flamers ont rejoint Google Groupes sans être identifiés. Il y a le cas de personnes qui rejoignent un groupe, demandent à accéder à plus de privilèges et suppriment ensuite le groupe entier avant de faire de même sur un autre groupe. La mise en place récente de profils a permis d'endiguer en partie ces problèmes.[réf. nécessaire]
Le 16 octobre 2003, John Wiley et Fils ont envoyé une lettre à Google après avoir découvert qu'un texte soumis aux droits d'auteur tiré d'un livre qu'ils avaient publié était librement disponible en téléchargement sur Google Groupes.[réf. nécessaire]
Les groupes Google présentent, au 22 avril 2013, deux défauts majeurs pour leurs propriétaires :
1°) Au-delà d'un certain nombre de membres, il devient impossible d'en extraire la liste sous format CSV ou sous tout autre format (ce phénomène est apparu avec la nouvelle version et a été observé à partir de 5.000 membres) ;
2°) Il est impossible d'indiquer une liste de membres à supprimer (il faut faire d'éventuelles suppressions une par une, ce qui est vite rédhibitoire ; ce défaut préexistait à la nouvelle version).